# Milan Hamada
Milan Hamada (ur. 9 września 1933 w miejscowości Veľká k. Popradu, zm. 13 lutego 2023 w Bratysławie) – słowacki krytyk i teoretyk literatury.
W latach 1970–1989 jego twórczość była objęta przez komunistyczne władze Czechosłowacji zakazem publikacji. W 1990 został prezesem nowej organizacji pisarzy Obec spisovatel’ov Slovenska. Napisał prace krytyczno- i teoretycznoliterackie V hl’adaní významu a tvaru (1966), Od baroka ku klasicizmu (1967), Básnická transcendencia (1969), po upadku komunizmu (1990) wydał tomy tekstów krytycznoliterakich Sizyfovský údel (1994) i artykułów na temat korzeni słowackiej literatury – Zrod novodobej slovenskej kultúry (1995).